# Lahn (Leitzach)
Die Lahn ist ein ganzjähriges Fließgewässer im Mangfallgebirge. Sie entsteht am Nordosthang des Schliersbergs und mündet nach etwas über einen Kilometer langem Lauf im Wald einen knappen Kilometer vor dem Weiler Drachenthal der Gemeinde Fischbachau von links in die Leitzach.